# جيمي نولز
جيمي نولز (بالإنجليزية: Jimmy Knowles)‏ هو لاعب كرة قاعدة أمريكي، ولد في 5 سبتمبر 1856 في تورونتو في كندا، وتوفي في 11 فبراير 1912 في جيرسي سيتي في الولايات المتحدة.

## وصلات خارجية
- جيمي نولز على موقعبيزبول رفرنس.كوم (الدوري الرئيسي) (الإنجليزية)